# Dharma

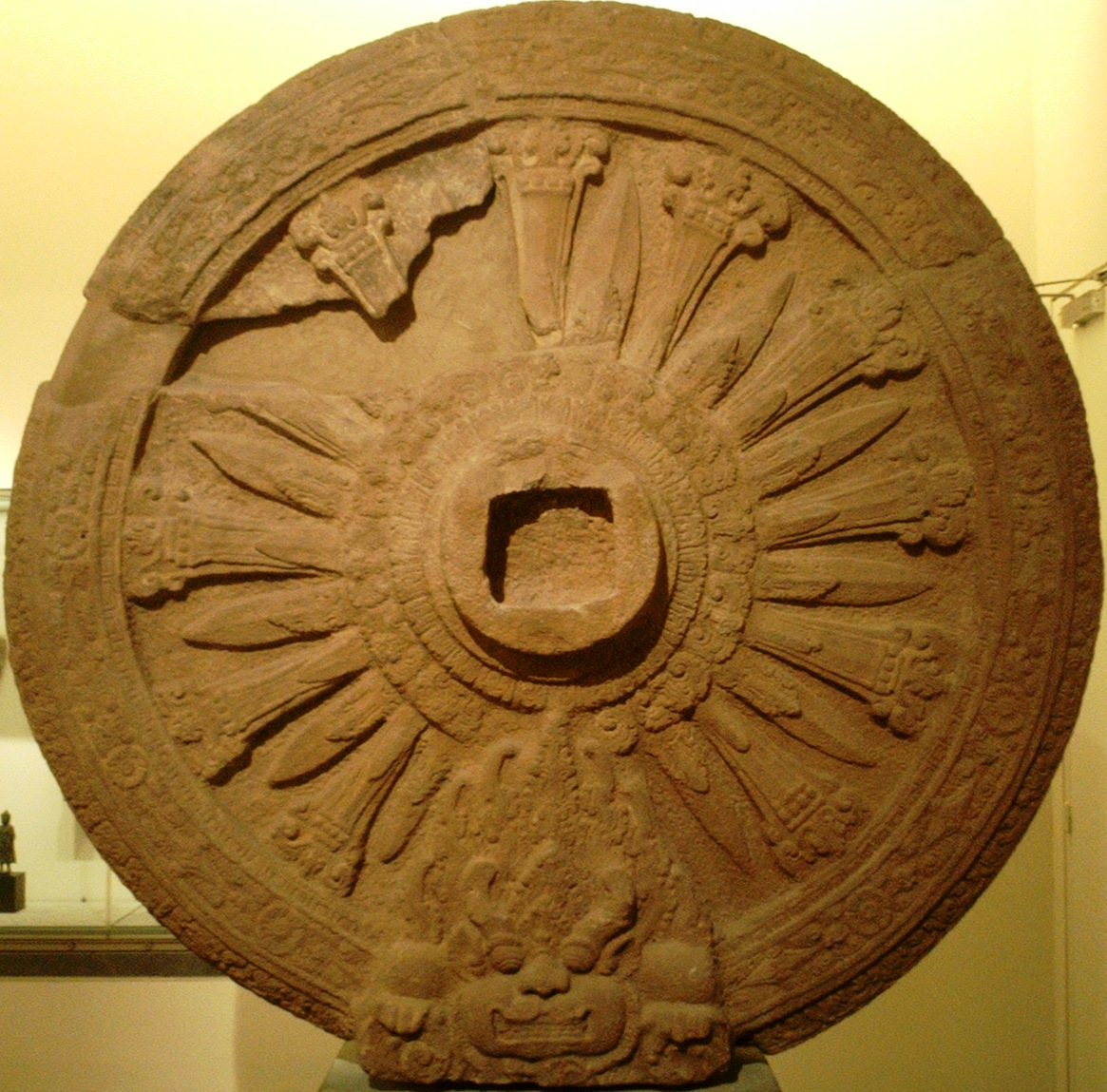
Rad des Dharma (Museum Guimet, Paris)

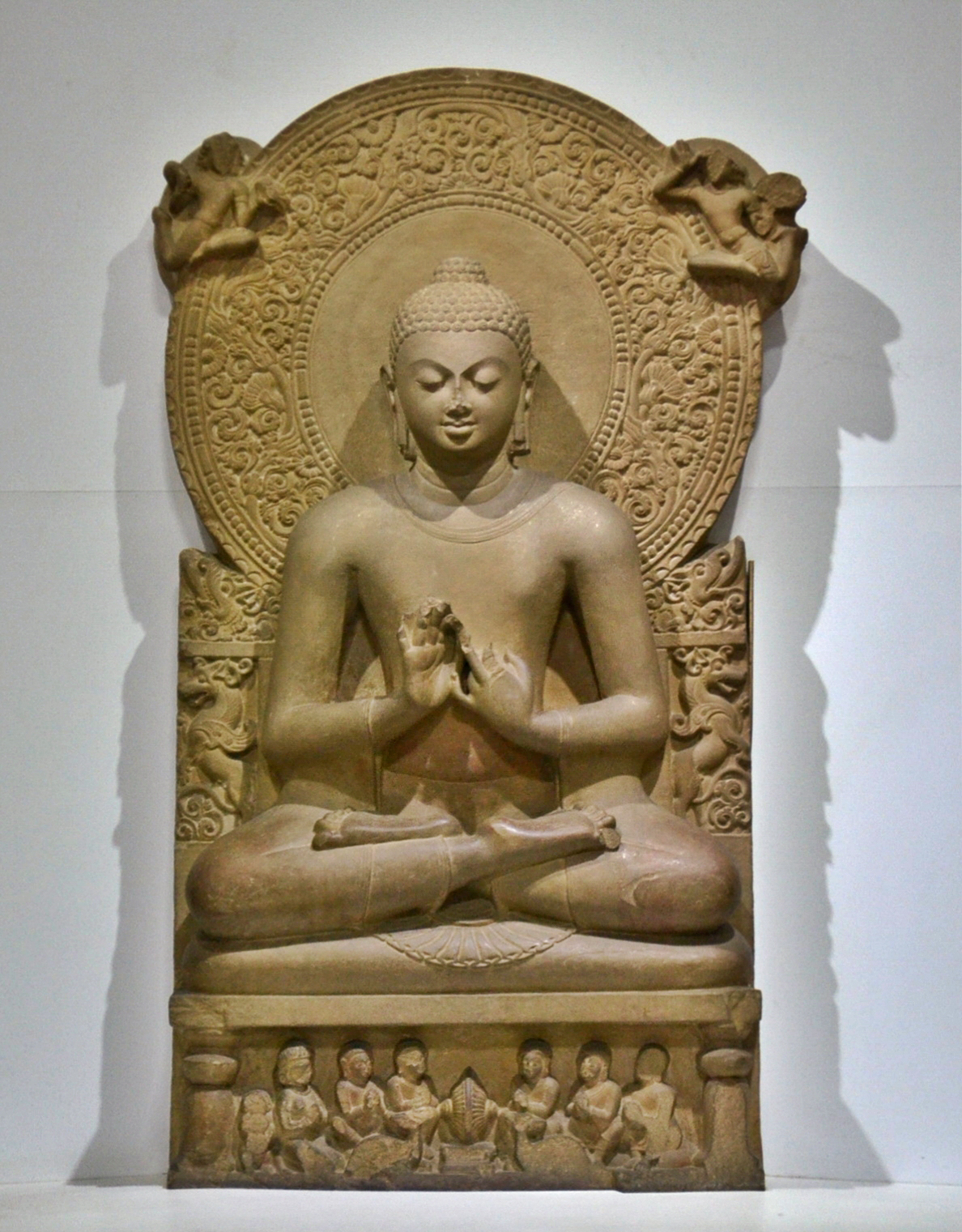
Buddha im Lehrgestus (dharmachakramudra), Museum von Sarnath; unterhalb des Thronsitzes verehren seine Schüler das Rad der Lehre.

Dharma (der, Sanskrit धर्म dharma; Pali धम्म dhamma; thailändisch ธรรม, RTGS Tham; chinesisch 法, Pinyin fǎ) ist ein zentraler Begriff vieler asiatischer Religionen (u. a. Hinduismus, Buddhismus, Jainismus und Sikhismus), der religionsabhängig unterschiedliche Bedeutungen hat. Dharma kann Gesetz, Recht und Sitte sowie ethische und religiöse Verpflichtungen und Werte umfassen, aber auch Religion, Ethik oder Moral im Allgemeinen oder konkrete religiöse Rituale, Methoden und Handlungen bezeichnen.

## Dharma im Hinduismus
Im Hinduismus ist Dharma einer der zentralen Begriffe und ist abgeleitet von der Wurzel dhṛ (‚halten‘, ,stützen´, ,bewahren´). Dharma, die hinduistische Ethik, bestimmt das Leben eines Hindu in vielfältiger Art und Weise. Persönliche Gewohnheiten, soziale und familiäre Bindungen, Fasten und Feste, religiöse Rituale, Gerechtigkeit und Moral, oft sogar die Regeln der persönlichen Hygiene und Essenzubereitung werden durch den Dharma bestimmt. Hindus sehen die Beachtung des Dharmas nicht nur als Voraussetzung für soziales Wohlergehen, sondern auch für eine gute persönliche Entwicklung. Von der Erfüllung des Dharmas hängt für sie das Karma ab, das die aus den Taten des Individuums entstandenen Resultate beinhaltet (Ursache und Wirkung). Dennoch haben Hindus keinen bestimmten, allgemein gültigen Kodex, keine bestimmte Sammlung von Gesetzen, die für alle gleichermaßen verbindlich wären, wie etwa die Zehn Gebote der Juden und Christen. Dem Dharma zufolge ist jedes Wesen des Universums an den Pflichten zu erkennen, die es erfüllen muss. Elefanten haben andere Pflichten als Pferde, Bäume eine andere Funktion als Gräser, Menschen wiederum andere Aufgaben als Blumen, Bienen oder Bären.

### Arten des Dharma
Grundsätzlich enthält der Dharmabegriff einige verschiedene Aspekte. Zwei Definitionen unterscheiden einerseits die kosmische, andererseits die menschliche Ordnung. Beide gehen ineinander über:

#### Sanatana-Dharma
Der ewige, unveränderliche Dharma, Sanatana-Dharma (sanskrit  सनातन धर्म sanātana dharma) bezeichnet die kosmische Ordnung, die das gesamte Universum erhält. Dazu gehören sowohl die Naturgesetze als auch die Weisheiten der Veden, der wichtigsten „Heiligen Schriften“ der Hindus. Nicht nur Menschen unterliegen dem Sanatana-Dharma, auch Tiere und sogar Pflanzen sowie das gesamte Universum. Nach Auffassung der Gläubigen geht Dharma aus dem Brahman hervor, dem Absoluten.
Sanatana-Dharma, „ewige Wahrheiten“, ist auch die Eigenbezeichnung der Hindus für ihre Religion.

### Dharma als Ordnung der Gesellschaft
Auf menschlicher Ebene ist Dharma die Ordnung der Gesellschaft, die wiederum verschiedene Aspekte beinhaltet. Prinzipiell kennt die hinduistische Tradition dreierlei Verpflichtungen:
- gegenüber Göttern, von denen die Menschen alles bekommen – wird erfüllt z. B. durch Gebete und Verehrung
- gegenüber den Rishis (den Weisen) und den Gurus (den Lehrern) – wird erfüllt z. B. durch Studium der Schriften
- gegenüber den Vorfahren, von denen die Menschen ihre Körper haben – wird erfüllt z. B. durch das Aufziehen von Nachkommen

Die sozialen Pflichten und Verantwortungen des Varnashrama-Dharma hängen vom Alter, Lebensstadium, Geschlecht, von der Kaste und dem sozialen Status ab. Es gibt unterschiedliche Ordnungen und Gesetze für Personen in einer bestimmten Lebensstufe (Ashrama) sowie verschiedene Vorschriften für die einzelnen Mitglieder der vier Stände der Gesellschaft – die Varnas.
Das in den Schriften beschriebene Ideal der vier Lebensstadien (Ashrama) ist mit bestimmten sozialen Pflichten verbunden. Es teilt das Leben eines jeden Menschen in vier Phasen ein:
- Brahmacari (Schüler)
- Grihastha (Haushalter)
- Vanaprastha (in die Waldeinsamkeit Gehender)
- Sannyasin (die Welt Aufgebender)

Die Pflicht des Schülers ist, zu lernen und soziale Dienste zu leisten. Als „Haushalter“ soll man heiraten, Kinder haben, die Familie versorgen, den Bedürftigen geben, den sozialen und politischen Bedürfnissen der Gemeinschaft dienen. In die „Waldeinsamkeit“ soll man erst gehen, wenn die familiären Pflichten erfüllt sind. Dann kann man sich von materiellen Dingen lösen und seine eigene Philosophie finden. Die allerletzte Lebensphase ist der Zeitpunkt, die Welt aufzugeben und sein Ziel in der Erlösung zu finden.
Die ersten beiden Stufen, Brahmacari und Grihastha sind in den Hindu-Alltag integriert. Selten geht jemand wirklich in die „Waldeinsamkeit“ oder zieht sich als Einsiedler aus der Welt zurück. Stattdessen herrscht in der modernen Welt die Sitte, dass die Älteren alle Aufgaben abgeben und sich innerhalb des Hauses zurückziehen, um sich religiösen Aktivitäten zu widmen.
Der Kastendharma beinhaltet unterschiedliche Gesetze für jede Gruppe der Gesellschaft: Hier weisen die hinduistische Tradition sowie die alten Gesetzgeber jedem innerhalb der Gesellschaft eine bestimmte Aufgabe sowie spezifische moralische Anforderungen zu. Früher musste beispielsweise jeder den Beruf und die Pflichten seiner Familie, seiner Kaste übernehmen. Diese Tradition ist noch immer lebendig, jedoch längst nicht mehr unumstößlich. Wenn die Voraussetzungen gegeben sind, kann heute jeder jeden Beruf ergreifen.

#### Allgemeine Dharmas
Viele Regeln sind auf jeweils eine bestimmte Gruppe von Menschen zugeschnitten, dagegen gelten folgende Sadharana Dharmas als allgemeine Verhaltensregeln für jeden. Sie kommen in den verschiedenen Schriften an vielen Stellen als besonders wichtige Tugenden regelmäßig vor. Besonders häufig scheinen auf:
Wahrhaftigkeit (satyam), Enthaltung von Gewalt (ahimsa), Zornlosigkeit (akrodha), Freigebigkeit (danam), Enthaltung von Diebstahl (asteyam), rituelle, geistige und körperliche Reinheit (saucam), Zügelung der Sinne (indriya-nigraha), Nachsichtigkeit und Verzeihung (ksama), Selbstkontrolle (dama), Urteilskraft (dhi), Mildtätigkeit (dana), Mitgefühl (daya), Gastfreundschaft (atithi). Die Auswahl enthält keine Rangordnung. Ähnliche Regeln sind im Yoga in den Yamas und Niyamas formuliert.
Die Bhagavadgita geht an mehreren Stellen auf wichtige Tugenden ein:
Gewaltlosigkeit (Ahimsa), Wahrhaftigkeit, Zornlosigkeit, Entsagung, Frieden, Nicht-Verleumdung, Mitgefühl für die Lebewesen, Begierdelosigkeit, Milde, Bescheidenheit, Lichtvolle Stärke, Vergebung, Beständigkeit, Reinheit, Fehlen von Feindseligkeit, Nicht-Hochmut – dies sind die Gaben des Menschen von göttlicher Natur. (Kap. 16.2–3).
Auch die Sorge um den Mitmenschen ist ein besonders wichtiges Kriterium des Hindu-Dharma: So postuliert etwa das Mahabharata: Mitgefühl und Güte ist der höchste Dharma der Guten (Kap. 13.5–23).
Jeder Hindu kann die „sechs Feinde“ aufzählen: kama (weltliche Begierden) krodha (Zorn), lobha (Gier, Geiz), moha (Verblendung, geistige Dunkelheit), mada (Hochmut) sowie matsarya (Eifersucht und Neid).

### Vier legitime Ziele
Dharma ist eines von ‚vier legitimen Zielen‘ im menschlichen Leben (purusharthas), wobei die beiden letzten Ziele als die höchsten gelten:
- Artha: Wohlstand und Erfolg
- Kama: weltlicher Genuss, Lust, Sexualität
- Dharma: kosmisches und soziales Gesetz, Tugend, Moral
- Moksha: Erlösung

Hindus lehnen weltliches Streben, Lust und Streben nach Wohlstand nicht als unmoralisch ab, jedoch haben die beiden letzteren Ziele einen höheren Stellenwert. Für das tägliche Leben ist die Erfüllung des Dharma das wichtigste Leitziel.